# Xã Martin, Quận Pope, Arkansas
Xã Martin (tiếng Anh: Martin Township) là một xã thuộc quận Pope, tiểu bang Arkansas, Hoa Kỳ. Năm 2010, dân số của xã này là 1.589 người.